# 吉星高照
《吉星高照》（英語：Heaven Official's Blessing），又名《天宫赐福》，是一部由爱奇艺、华策影视、辛迪加影视出品，《陈情令》的陈家霖与任海涛、刘志军执导，翟潇闻、张凌赫领衔主演的中国古装仙侠电视剧。此剧改编自晋江文学城小说作者墨香铜臭的小说《天官赐福》，目前正在待播中。

## 演员阵容
- 翟潇闻 饰演 谢怜，仙乐国太子，后被贬下凡。
- 张凌赫 饰演 花城，绝境鬼王。
- 常华森 饰演 风师（男）
- 王悦伊 饰演 风师（女）
- 刘令姿 饰演 宣姬
- 丁嘉文 饰演 郎千秋
- 吴迪飞 饰演 南风
- 黄日莹 饰演 半月国师
- 边天扬 饰演 戚容
- 刘津言 饰演 灵文
- 吴迪飞 饰演 南风
- 田栩寧 饰演 贺玄，地师
- 刘帅 饰演 裴茗
- 刘子瑞 饰演 权一真
- 王佳玉 饰演 引玉
- 姚弛 饰演 慕情
- 肖凯中 饰演 风信
- 李梵诚 饰演 扶摇
- 蔡尧 饰演 慕情
- 孔语浩
- 沙晓东 饰演 太元真君
- 王思尧 饰演 童年花城

## 制作
- 2022年1月，《天官赐福》在象山影视城顺利杀青。[4]